# Neotherevella
Neotherevella är ett släkte av tvåvingar. Neotherevella ingår i familjen stilettflugor.
Kladogram enligt Catalogue of Life:
| Neotherevella | \| \| Neotherevella arenaria \| \| \| \| \| \| Neotherevella citrina \| \| \| \| \| \| Neotherevella kozlovi \| \| \| \| \| \| Neotherevella macularis \| \| \| \| |
|               | \| \| Neotherevella arenaria \| \| \| \| \| \| Neotherevella citrina \| \| \| \| \| \| Neotherevella kozlovi \| \| \| \| \| \| Neotherevella macularis \| \| \| \| |
|               | Neotherevella arenaria |
|               | |
|               | Neotherevella citrina |
|               | |
|               | Neotherevella kozlovi |
|               | |
|               | Neotherevella macularis |
|               | |